# Dale Evans
Pour les articles homonymes, voir Evans.
Dale Evans, de son vrai nom Lucille Wood Smith, née le 31 octobre 1912 à Uvalde (Texas) et morte le 7 février 2001 à Apple Valley (Californie), est une écrivaine, actrice et chanteuse américaine. Elle fut la troisième femme du chanteur et acteur cow-boy Roy Rogers.

## Filmographie partielle
- 1942 : Girl Trouble de Harold D. Schuster
- 1943 : La Ruée sanglante (In Old Oklahoma ou War of the Wildcats), d'Albert S. Rogell
- 1943 : The West Side Kid de George Sherman
- 1945 : Sunset in El Dorado de Frank McDonald
- 1945 : Bells of Rosarita de Frank McDonald